# جنگل توتوبورگ
جنگل توتوبورگ (به آلمانی: Teutoburger Wald) یک جنگل در آلمان است که در نیدرزاکسن واقع شده‌است.